# Leif Blomberg
Leif Göran Blomberg, ofta kallad Blomman, född 15 februari 1941 i Enköping, död 2 mars 1998 i Göteborg, var en svensk fackföreningsledare och socialdemokratisk politiker. Han var förbundsordförande för Svenska metallindustriarbetareförbundet 1982–1993 och statsråd med olika uppdrag 1994–1998.

## Biografi
Efter åttaårig folkskola var Blomberg metallarbetare, verktygsfräsare, vid Bahco Verktyg i Enköping, där han blev ordförande i klubbstyrelsen 1965. Han blev 1967 ordförande i avdelning 53 i Enköping av Svenska metallindustriarbetareförbundet (Metall). Blomberg anställdes 1973 vid förbundets kansli i Stockholm, där han var avtalssekreterare. Han var förbundsordförande för Metall 1982–1993.
År 1993 började han arbeta inom socialdemokratiska partiet och blev ledamot av partistyrelsen och det verkställande utskottet, och stannade på dessa poster till 1997. Hans områden i partiet var flykting- och invandringspolitik, och industripolitik. Efter den socialdemokratiska valsegern 1994 blev han statsråd i regeringen Carlsson III. Han var 1994–1996 biträdande arbetsmarknadsminister (med ansvar för integrations-, migrations- och arbetsrättsfrågor). I sin roll som minister deklarerade han att den svenska flyktingpolitiken skulle inriktas på att förhindra att människor utan skyddsbehov kom till landet, och att flyktingar i ökad utsträckning skulle få hjälp i sina hemländer. Detta ledde till kritik från de som förespråkade en annan invandringspolitik, och bland annat krävde företrädare för Broderskapsrörelsen att Blomberg skulle avgå.
Efter att Göran Persson tillträtt som statsminister våren 1996 genomfördes förändringar på flera ministerposter. Blomberg fick då lämna asyl- och arbetsrättsfrågorna. Hans nya titel var biträdande inrikesminister (med ansvar för integrations-, idrotts-, folkrörelse-, ungdoms- och konsumentfrågor), vilket han var från 1996 till sin död 1998. 
Den 26 februari 1998 befann sig Blomberg i Göteborg för att delta i Nordiska rådets miljökonferens, där han under eftermiddagen hade hållit ett anförande. På kvällen påträffades han sjuk på hotellet av en medarbetare vid Nordiska rådet. Han fördes till Sahlgrenska sjukhuset där man konstaterade att han drabbats av en hjärnblödning. Hans tillstånd betecknades först som allvarligt men stabilt. Några dagar senare försämrades hans tillstånd och han avled 2 mars 1998 utan att ha återfått medvetandet.
Efter att Blomberg avlidit uppdagades det att 38 anställda på sjukhuset hade gjort datorslagningar mot hans patientjournal. Av dessa hade endast tio personer varit involverade i vården av Blomberg. I maj 2002 friade hovrätten en sjuksköterska från misstanke om dataintrång efter att ha godtagit sjuksköterskans påstående om att hon inte insåg att det var otillåtet för henne att läsa journalen, vilket bland annat ska ha berott på otydliga regler vid sjukhuset. Åklagaren beslutade senare att inte väcka några ytterligare åtal.
Leif Blomberg är begravd på Görvälns griftegård.

## Eftermäle
Den 15 augusti 2003 hedrades Blomberg med en minnessten i Enköping.

## Övrigt
Blomberg hade ett stort intresse för sportfiske, och var under tre år ordförande för Sportfiskeförbundet.